# Université McMaster
L'Université McMaster (en anglais : McMaster University) est une université de recherche à Hamilton, Ontario, Canada. 
McMaster (surnommée « Mac ») est composée de six facultés : science, médecine, science de l'ingénieur, sciences humaines, sciences sociales et gestion. Le campus est situé sur 1,2 km2 de terrain dans une zone résidentielle proche de Westdale, à côté des Jardins botaniques royaux de Hamilton.

## Histoire

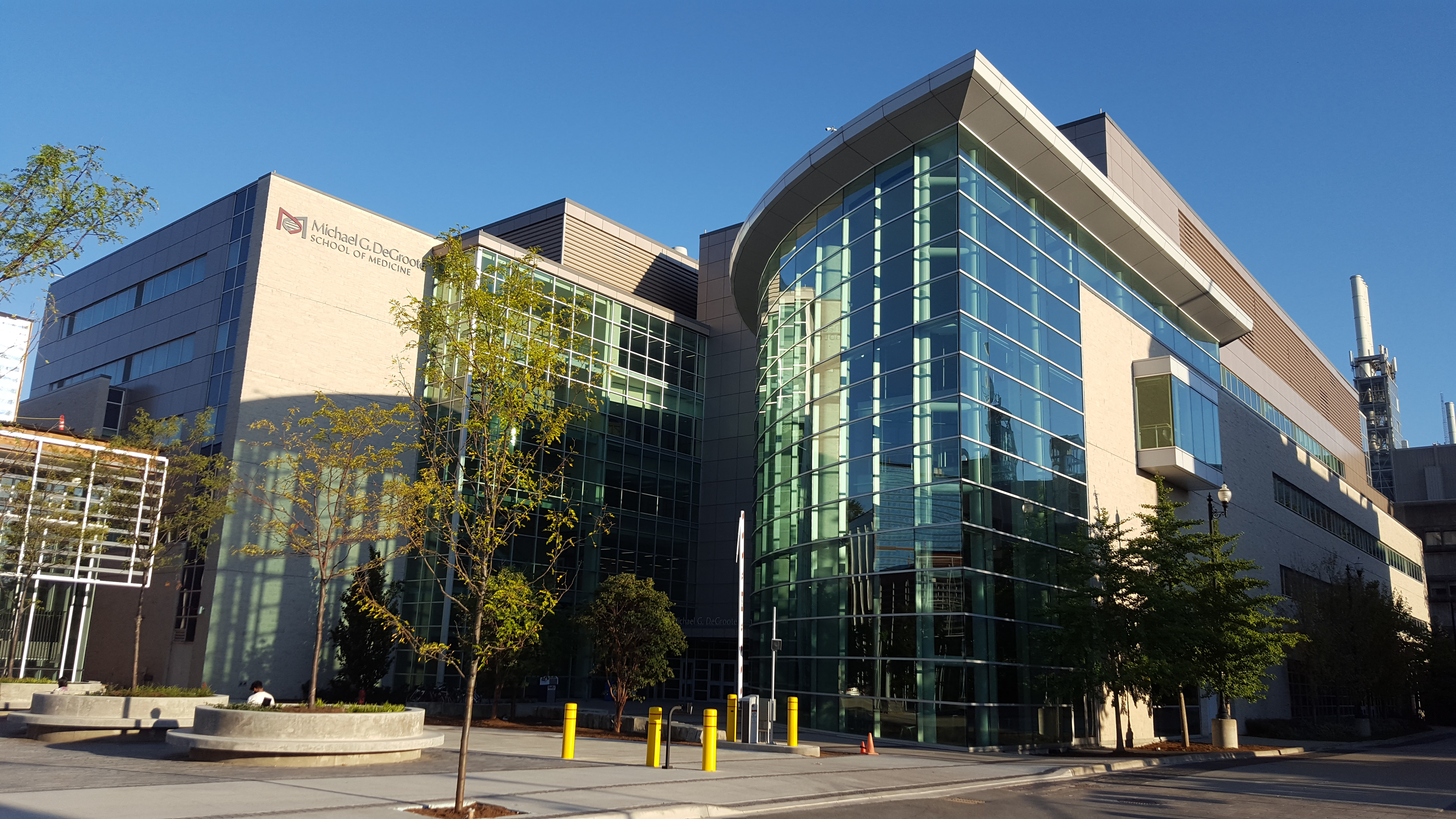
Michael G.Degroote School of Medicine.

L'université a ses origines dans le Toronto Baptist College, fondé en 1881 par la Baptist Convention of Ontario and Quebec (membre des Ministères baptistes canadiens) en tant qu'institution d'enseignement supérieur pour les pasteurs et les fidèles . En 1887, elle est devenue une université et a été renommée en l'honneur du sénateur William McMaster, premier président de la Banque canadienne impériale de commerce.
L'université était initialement située à Toronto, et il s'en fallut de peu pour qu'elle ne soit pas fédérée avec l'Université de Toronto, comme Trinity College et Victoria College le furent (Victoria fut déplacée de Cobourg dans ce processus).
Les entrepreneurs locaux de Hamilton firent des dons importants, tant financiers que fonciers, à McMaster, en sorte qu'elle puisse se déplacer au lieu de se fédérer, et la migration eut lieu en 1930. University Hall, l'un des bâtiments d'origine pouvant encore être vus sur le campus, abrite une statue du sénateur McMaster et sa contribution à l'université. Le Toronto Building, situé au Nord du campus St George de l'Université de Toronto, accueille maintenant le Royal Conservatory of Music. 
Pendant la Seconde Guerre mondiale, et immédiatement après, McMaster fut le théâtre d'une croissance fulgurante de la recherche scientifique et de l'accueil d'étudiants sous la direction de H.G Thode. Ceci ajouta des contraintes financières à une institution qui était encore considérée comme une institution baptiste. Par conséquent, en 1957, le McMaster Divinity College fut introduit pour prolonger la tradition religieuse de l'université, tandis que l'université elle-même devint une institution publique laïque.
Pour l'année 2018-2019, elle comptait 28 290 étudiants de premier cycle et 4 857 de second cycle, pour un total de 33 147 étudiants.
Pendant la pandémie de Covid-19 au Canada, les ingénieurs de l'université ont travaillé avec des partenaires pour produire et tester des masques fabriqués au Canada.

## Campus

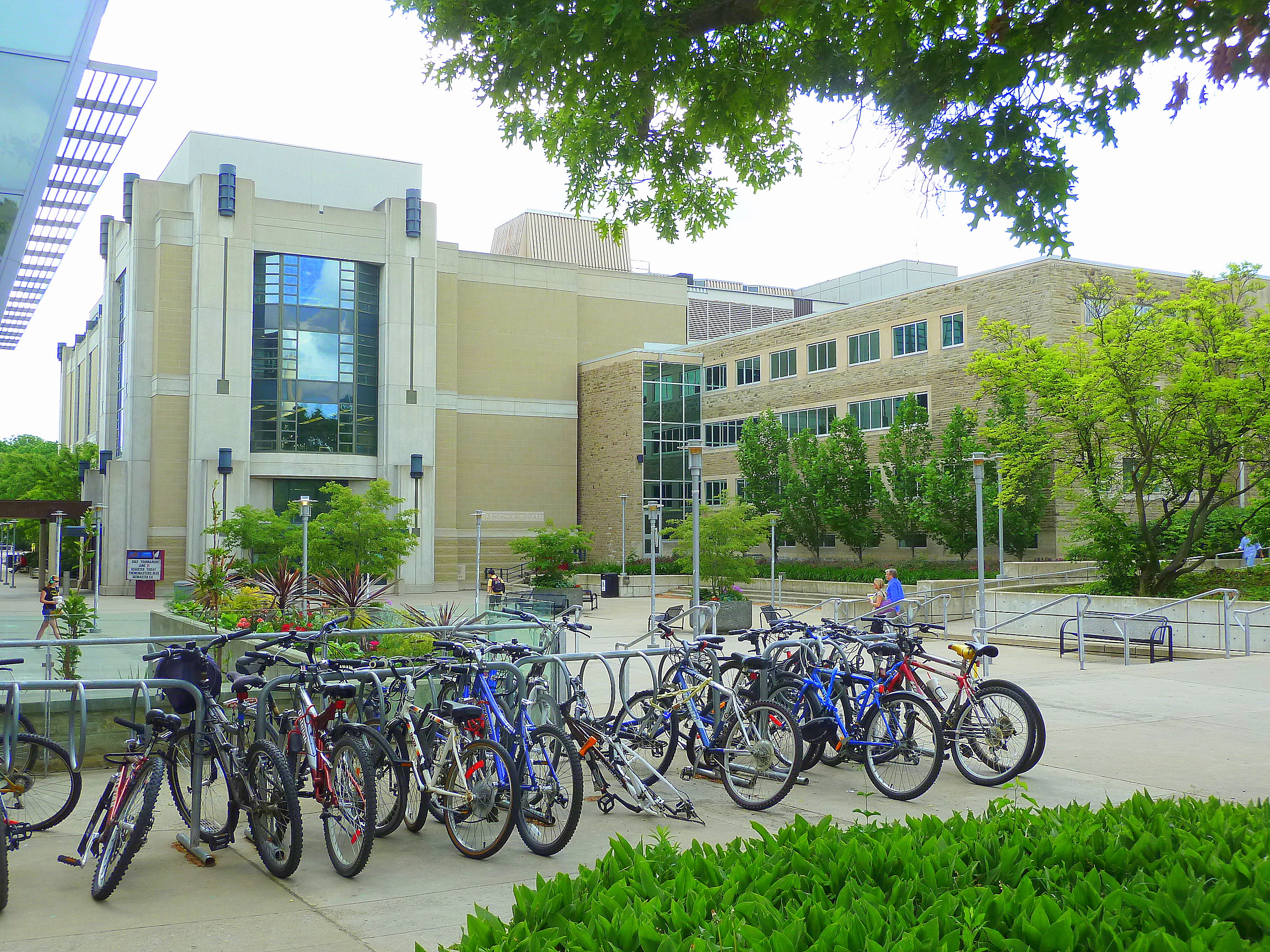
Mills Memorial Library.

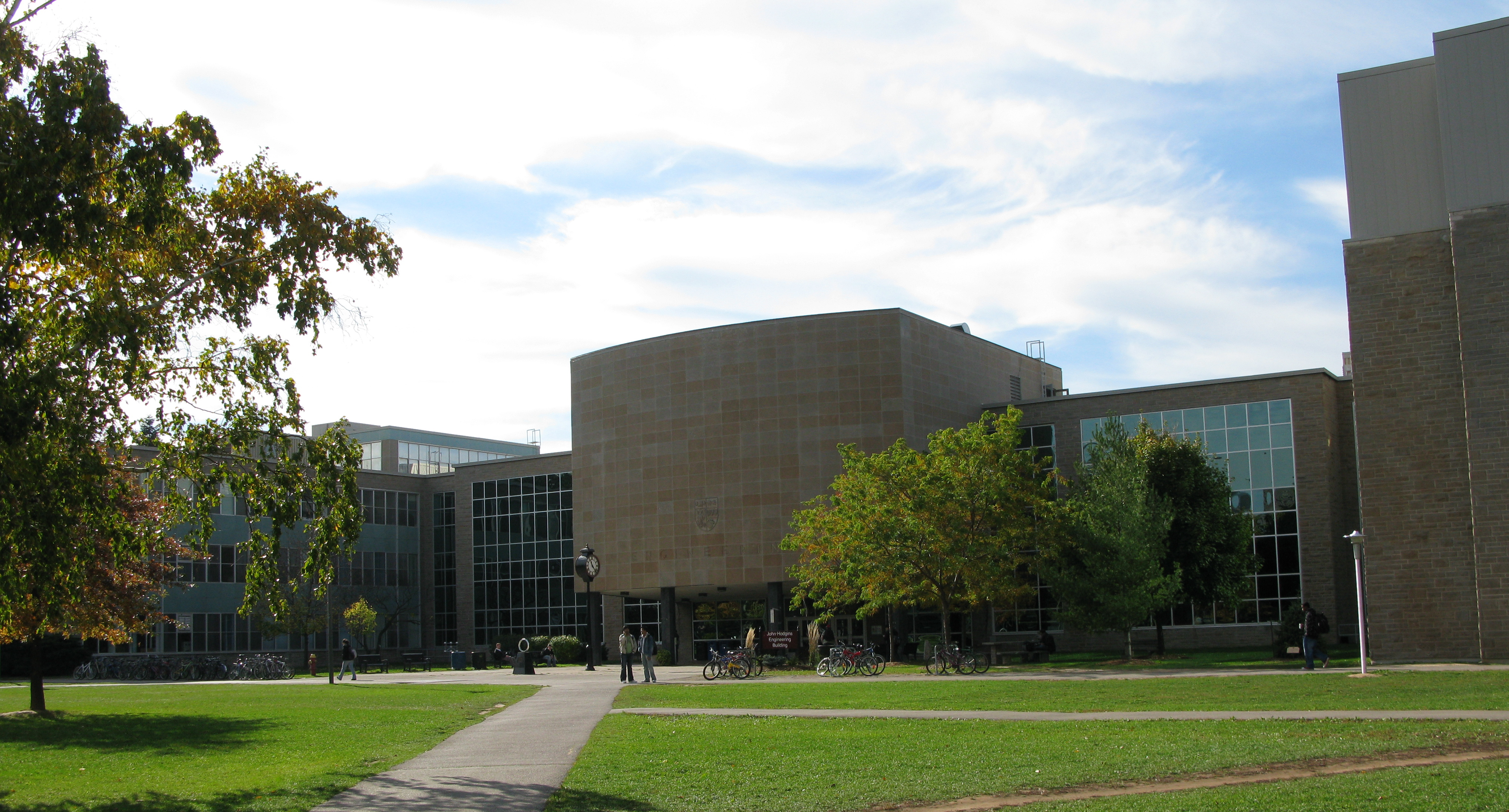
John Hodgins Engineering Building.

L'Université McMaster est situé dans la ville de Hamilton, en Ontario, dans la région du Golden Horseshoe à l'extrémité ouest du lac Ontario. Le campus principal est bordé au nord par Cootes Paradise, un vaste marais naturel, à l'est et à l'ouest par les quartiers résidentiels, et à son sud par la rue Main Ouest, une artère de transport majeur. Ses limites nord sont une destination populaire pour les randonneurs qui font usage des nombreux sentiers reliant le campus aux Jardins botaniques royaux. Le campus principal fait 152,4 hectares (377 acres), la majorité des établissements d'enseignement sont centrées dans les  12,1 hectares (30 acres) principaux. En plus de son campus principal à Hamilton, McMaster possède plusieurs autres propriétés autour de Hamilton, ainsi qu'à Burlington, Kitchener et St. Catharines, en Ontario.
Les bâtiments de l'Université McMaster varient en âge, de Hamilton Hall ouvert en 1926, à la nouvelle installation de recherche nucléaire ouverte en 2011. Le campus de McMaster est divisé en trois domaines principaux : les campus principal, campus Nord et Campus Ouest. La plupart des bâtiments universitaires, de recherche et résidentiel de l'université sont situés sur le campus principal ; tout le campus du Nord est constitué d'enceinte sportive de l'université et une petite quantité de stationnement de surface. 

## Sports

### Football
Le 26 novembre 2011, les Marauders gagnent la coupe Vanier 41-38 aux dépens du Rouge et Or de l'Université Laval. C'est le premier titre national remporté par les Marauders.

## Personnalités liées à l'université
- Randy Hoback, député conservateur de Prince Albert y a obtenu une certification professionnelle.
- Marie Robertson, activiste LGBT.
- Lidia Morawska (1952-), physicienne polono-australienne.
- Anjali Watson, personnalité srilankaise de le préservation de la nature.

## Chanceliers et présidents
(juillet 2021).

### Chanceliers
1. 1888–1890 : Malcolm MacVicar
2. 1890–1892*
3. 1892–1895 : Theodore Harding Rand
4. 1895–1905 : Rev. Oates C.S. Wallace
5. 1905–1911 : Alexander C. McKay
6. 1911–1922 : Abraham L. McCrimmon
7. 1922–1941 : Howard P. Whidden
8. 1941–1949 : George P. Gilmour
9. 1949–1950 : George P. Gilmour — Président et chancelier
10. 1950–1955 : E. Carey Fox
11. 1955–1960 : Roy L. Kellock
12. 1960–1965 : Charles P. Fell
13. 1965–1971 : D. Argue C. Martin
14. 1971–1977 : Lawrence T. Pennell
15. 1977–1986 : H. Allan B. Leal
16. 1986–1992 : John H. Panabaker
17. 1992–1998 : James H. Taylor (en)
18. 1998–2007 : Melvin M. Hawkrigg (en)
19. 2007– : Lynton Wilson (en)

### Présidents
1. 1950–1961 : George P. Gilmour
2. 1961–1972 : Henry G. Thode
3. 1972–1980 : ArthurN. Bourns
4. 1980–1990 : Alvin A. Lee
5. 1990–1995 : Geraldine A. Kenney–Wallace
6. 1995– présent : Peter J. George (mort en 2007)[pas clair]